# The Rug Maker's Daughter
The Rug Maker's Daughter er en amerikansk stumfilm fra 1915 af Oscar Apfel.

## Medvirkende
- Maud Allan som Demetra
- Forrest Stanley som Robert Van Buren
- Jane Darwell som Mrs. Van Buren
- Howard Davies som Osman
- Herbert Standing som Halib Bey